# Randolph Keys
Pour les articles homonymes, voir Keys.
Randolph Keys, né le 19 avril 1966 à Collins au Mississippi, est un ancien joueur américain de basket-ball.